# Scheinkalla
Scheinkalla (Lysichiton), auch Riesenaronstab, Stinkkohl oder Stinktierkohl genannt, ist eine Pflanzengattung mit nur zwei Arten innerhalb der Familie der Aronstabgewächse (Araceae).

## Beschreibung

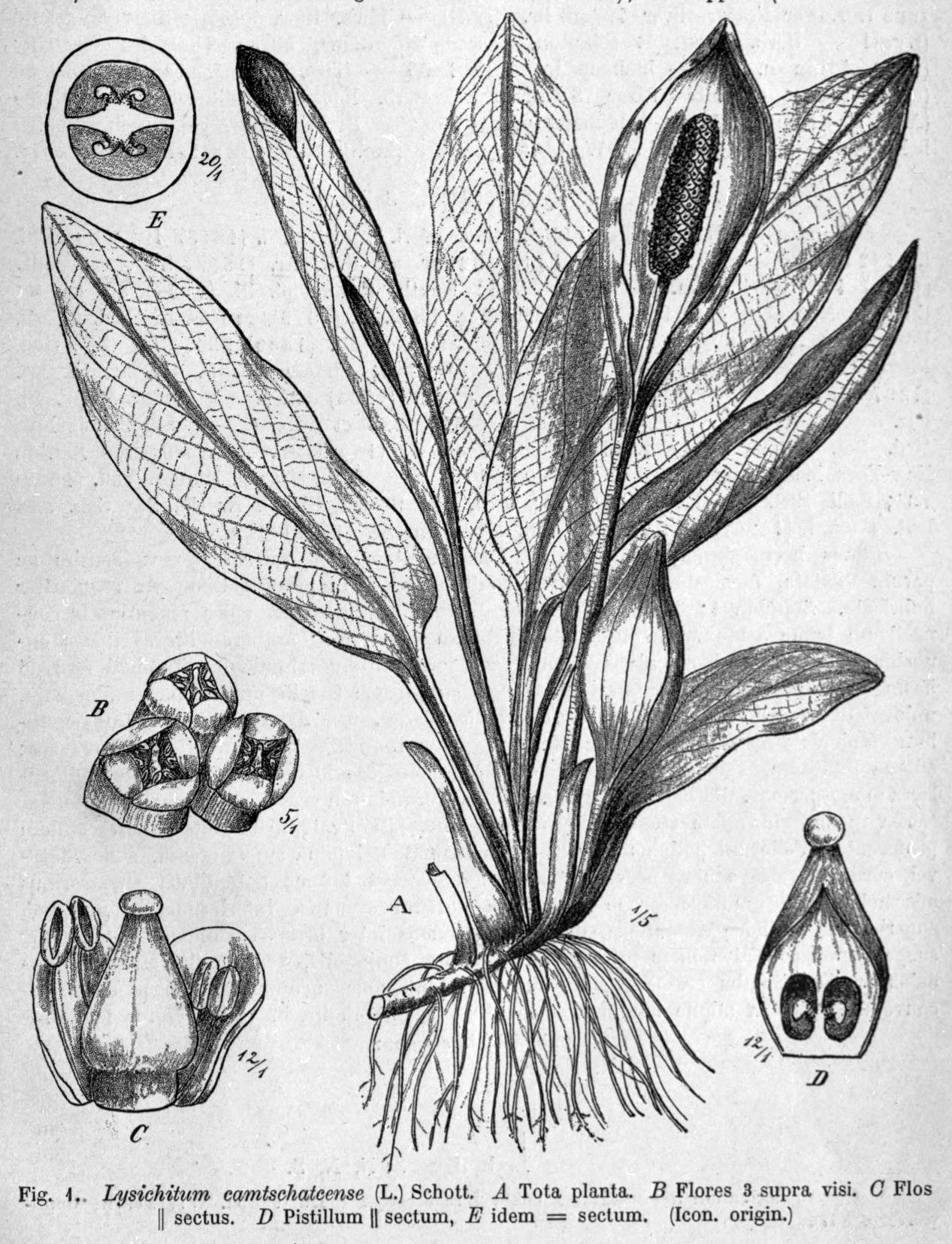
Illustration der Weißen Scheinkalla (Lysichiton camtschatcensis)

### Vegetative Merkmale
Lysichiton-Arten wachsen als sommergrüne, ausdauernde krautige Pflanzen. Die asiatische Art ist etwas kleiner als die amerikanische. Sie bilden als Überdauerungsorgane vertikale Rhizome aus. Die weißen Wurzeln sind kontraktil.
Die grundständigen, aufrechten, großen Laubblätter sind in Blattstiel und Blattspreite gegliedert. Die Blattstiele sind dick und kurz. Die einfache Blattspreite ist elliptisch bis länglich-eiförmig oder verkehrt-lanzettlich, endet spitz bis stumpf und besitzt eine keilförmig bis fast gestutzte Basis. Die Hauptnerven sind fiedrig angeordnet. Die Laubblätter entfalten sich erst während oder nach der Blütezeit.

### Generative Merkmale

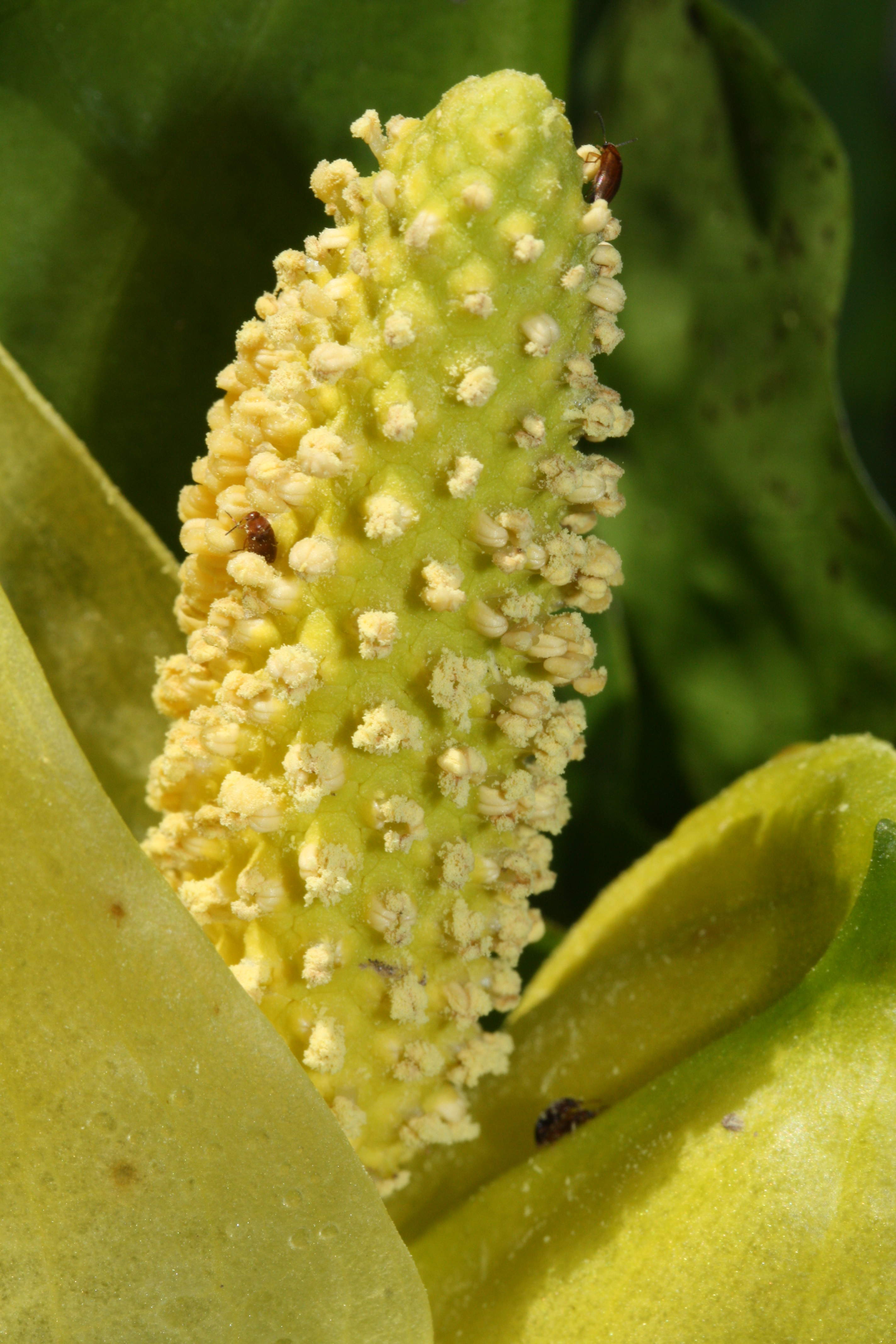
Kolben mit vielen Blüten des Amerikanischen Stinktierkohl (Lysichiton americanus)

Die Blütezeit liegt hauptsächlich im zeitigen Frühjahr. Der für Aronstabgewächse typische Blütenstand besitzt keinen Blütenstandsschaft. Blütenstände der Stinktierkohl-Arten besitzen einen schlechten, indoloiden Geruch (daher die Trivialnamen). Der Blütenstand besteht aus der Spatha (einzelnes Hochblatt) und der Spadix (Kolben). Die kahnförmige, leuchtend gelbe (Lysichiton americanus) oder weiße (Lysichiton camtschatcensis) Spatha umhüllt den Kolben anfangs vollkommen, der obere Bereich öffnet sich während der Blütezeit weit, nur der untere Bereich um den Kolbenstiel bleibt vollkommen geschlossen; sie welkt kurz nach dem Verblühen der Einzelblüten. Der fast zylindrische Kolben ist anfangs kürzer als die Spatha, da aber sein Stiel bis zur Samenreife wächst steht der Kolben nach einer Weile über die Spatha hinaus. Ein Kolben enthält zahlreiche kleine Blüten. Die zwittrigen Blüten sind vierzählig. Es sind vier gelblich-grüne Blütenhüllblätter vorhanden. Es sind vier fertile Staubblätter vorhanden. Der ein- oder meist zweikammerige Fruchtknoten enthält je Kammer ein bis zwei Samenanlagen.
Die Beeren enthalten jeweils ein bis vier Samen. Die grünen Beeren sind in einen weißen Pulpus, der aus dem Spadix gebildet wird, eingebettet.
Die Chromosomengrundzahl beträgt x = 14.

## Vorkommen

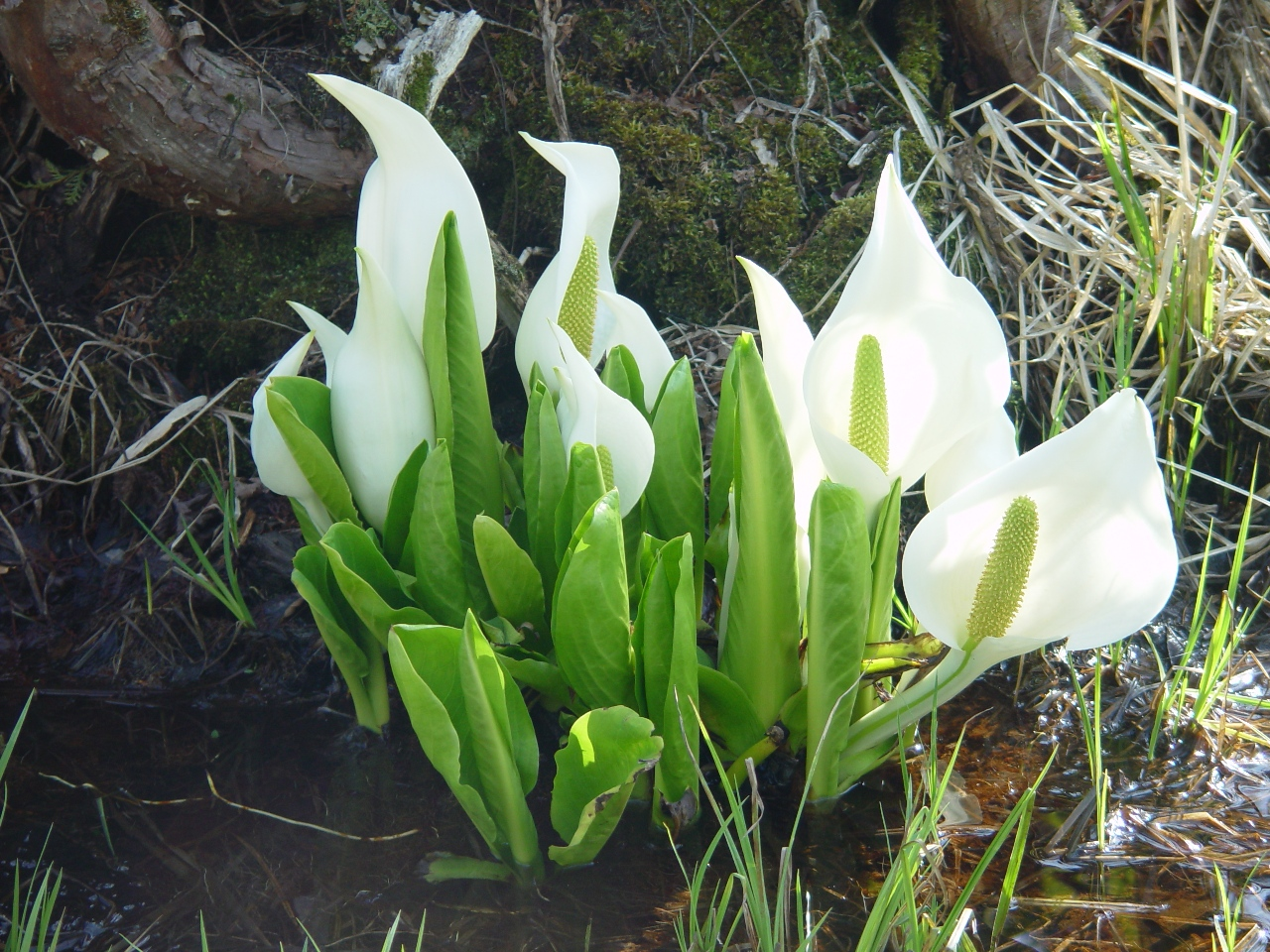
Bestand der Weißen Scheinkalla (Lysichiton camtschatcensis)

Lysichiton americanus ist ursprünglich auf dem nordamerikanischen Kontinent in den kanadischen und US-amerikanischen Bundesstaaten von Alaska und British Columbia, über Idaho, Montana, Oregon, Washington bis Kalifornien in Höhenlagen zwischen 0 und 1400 Meter heimisch.
Lysichiton camtschatcensis kommt in den russischen Gebieten Kamtschatka, Chabarowsk, den Kurilen, Magadan, Sachalin und in Japan auf Hokkaidō und Honshū vor.
Die beiden Lysichiton-Arten gedeihen in Sümpfen, feuchten Wäldern, entlang von Fließgewässern und anderen etwas feuchten Gebieten.
Lysichiton americanus ist in einigen Gebieten in Europa eine invasive Pflanze.

## Systematik
Die Erstveröffentlichung dieser Gattung erfolgte 1857 durch Heinrich Wilhelm Schott in Oesterreichisches Botanisches Wochenblatt, 7, S. 62 unter dem Namen Lysichitum. Es blieb lange Zeit eine monotypische Gattung mit der einzigen Art Lysichitum camtschatcense, die durch Carl von Linné als Dracontium camtschatcense L. erstveröffentlicht wurde. Erst 1931 erfolgte die Abtrennung der amerikanischen von der asiatischen Population mit der Neubeschreibung von Lysichiton americanus durch Eric Hultén und Harold St. John in The American species of Lysichitum, in Svensk Botanisk Tidskrift, 25, S. 455. Ursprünglich wurde der Name Lysichitum camtschatcense für beide Population in Nordamerika und Asien verwendet; sie unterscheiden sich im Wesentlichen durch die gelbe und weiße Spatha.
Der botanische Gattungsname Lysichiton leitet sich aus den griechischen Wörtern lysis für Auflösen, Entfalten und chiton für Hülle ab, dies bezieht sich auf die Spatha.
Die Gattung Lysichiton enthält also nur zwei Arten:
- Amerikanischer Stinktierkohl, Gelbe Scheinkalla, Amerikanischer Riesenaronstab (Lysichiton americanus Hultén & H.St.John)
- Weiße Scheinkalla, Asiatischer Stinktierkohl, Asiatischer Riesenaronstab, Kamtschatka-Schlangenwurz (Lysichiton camtschatcensis Hultén & H.St.John, Syn.: Dracontium camtschatcense L., Lysichiton album Makino, Lysichiton japonicus (A.Gray) Schott ex Miq., Lysichitum camtschatcense (L.) Schott)

Beachte: der Trivialname Stinktierkohl wird auch für Symplocarpus foetidus (L.) Nutt. verwendet.

## Nutzung
Beide Lysichiton-Arten werden als Zierpflanzen für Teiche verwendet.
Von den indigenen Völkern Nordamerikas wurden fast alle Pflanzenteile von Lysichiton americanus als Nahrung oder zu medizinischen Zwecken genutzt. Die unterirdischen Pflanzenteile werden als giftig bezeichnet.